# Leo Heijdenrijk
Leonardus Justinus (Leo) Heijdenrijk (Den Helder, 12 juni 1932 - Amersfoort, 19 februari 1999) was een Nederlands architect. 

## Loopbaan

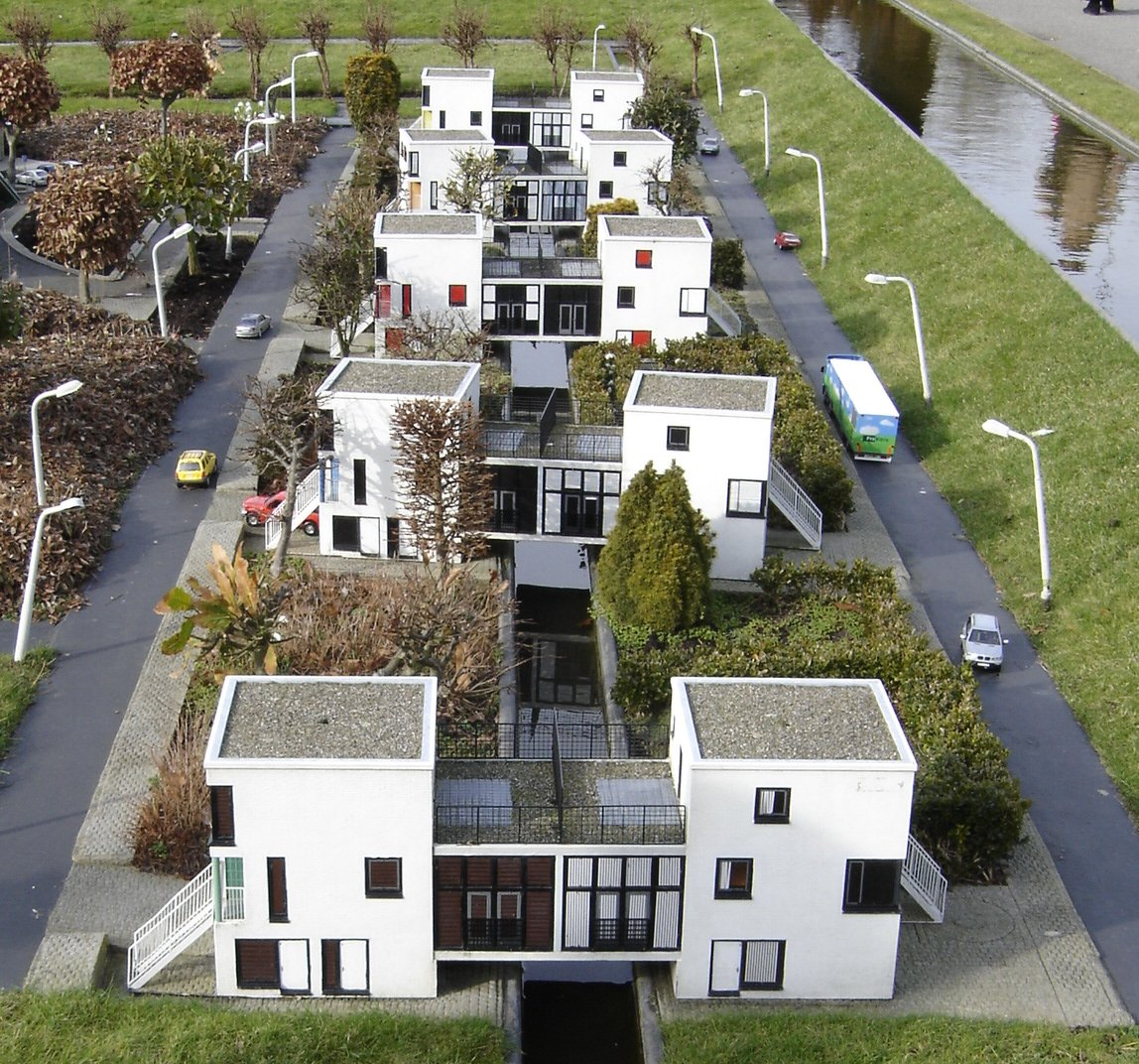
Model van de brugwoningen in Madurodam

Na zijn afstuderen kwam Heijdenrijk in dienst bij het bureau van Joost van der Grinten in Amersfoort. Enkele jaren later vormde Heijdenrijk met Van der Grinten de Maatschap voor Architectuur en Stedebouw en vanaf 1970 Environmental Design.
In 1984 splitste het bureau en richtte Heijdenrijk het Architecten Kollektief Heijdenrijk eveneens in Amersfoort. Zijn werk wordt tot het structuralisme gerekend.
Hij ontwierp onder andere brugwoningen in de wijk Kattenbroek in Amersfoort en het TW/RC-gebouw van de Universiteit Twente dat in 2002 gedeeltelijk is afgebrand. 

## Mondriaanhuis
In de jaren 1990 waren Heijdenrijk en zijn vrouw Cis Heijdenrijk-Osendarp de initiatoren van het Mondriaanhuis, dat in 1994 in de binnenstad van Amersfoort werd geopend. Voor deze verdienste werd hen in 1993 de Zilveren Anjer toegekend.
- Gemeinsame Normdatei: 1117170896
- RKD-Nederlands Instituut voor Kunstgeschiedenis: 236602
- Virtual International Authority File: 572147786739768220008